# Естонські балади
«Естонські балади» («Eesti ballaadid») — радянський телефільм 1989 року, знятий режисерами Юрієм Талліним і Юло Вілімаа на студії «Естонський телефільм».

## Сюжет
У фільмі показана вся краса Естонії, її історія та життя у вигляді балад. Головна героїня фільму, жінка, у різних образах від позитивної до негативної.

## У ролях
- Кійрі Тамм — цнотлива діва
- Мадіс Кальмет — головна роль
- Іта Евер — головна роль
- Аксел Орав — головна роль
- Анні Рееманн — Марета, заблукала дівчина
- Аллан Ноорметс — Аннус
- Рейн Раукас — роль другого плану
- Еві Рауер-Сіккель — Маділі
- Дагмар Ранг — роль другого плану
- Антс Андер — наречений у баладі «Вбивця»
- Мартін Вейнманн — роль другого плану
- Катрін Кохв — роль другого плану
- Райво Адлас — роль другого плану
- Іво Еенсалу — роль другого плану
- Олена Чауліна — золота жінка
- Андрес Двінянінов — Пеетер
- Маре Хааб — Пруут
- Айлі Леетва — епізод
- Олег Титов — епізод
- В. Паюсте — епізод
- К. Янно — епізод
- В. Вірго — епізод
- Е. Валдна — епізод
- Лайне Мягі — епізод
- Харальд Оскар Леонхард Захренс — епізод
- А. Сарв — епізод
- М. Сарв — епізод
- Т. Ліхатс — епізод
- Сальме Реек — епізод
- Т. Тублі — епізод
- А. Антонов — епізод
- Еві Лійва — епізод
- Мерле Рандма-Ару — епізод
- М. Мяе — епізод
- М. Вунк — епізод
- Е. Еенсалу — епізод
- Юлле Улла — епізод
- Аго-Ендрік Керге — епізод
- Є. Аннаст — епізод
- А. Сепамягі — епізод
- Хелі Кохв — епізод
- А. Канарік — епізод
- К. Ліндал — епізод
- П. Лаанелепп — епізод
- А. Суїтс — епізод
- М. Томмінгас — епізод
- Марілійна Вілімаа — епізод
- К. Вілімаа — епізод
- М. Якобсон — епізод
- Айн Лутсепп — епізод
- Кюллікі Ранну — епізод

## Знімальна група
- Режисери — Юрій Таллін, Юло Вілімаа
- Сценарист — Юрій Таллін
- Оператор — Міхкель Кярнер
- Композитор — Вельо Торміс
- Художник — Лійна Піхлак